# Conclave de 1304-1305
Le conclave de 1304–1305 se déroule à Pérouse, du 10 juillet 1304 au 5 juin 1305, à la suite de la mort de Benoît XI. Ce conclave aboutit à l'élection de l'archevêque de Bordeaux Raymond Bertrand de Got qui prend le nom pontifical de Clément V. Refusant de se rendre à Rome, il s'installe à Avignon le 9 mars 1309 : c'est le début de la papauté d'Avignon.

## Contexte de l'élection
Après un court pontificat, la mort de Benoît XI, en juillet 1304, fit ouvrir le conclave de Pérouse et laissa éclater les dissensions du Sacré Collège entre cardinaux bonifaciens et anti-bonifaciens. Les discussions durèrent jusqu’au mois de juin 1305, et les cardinaux se mirent d'accord pour choisir un pontife hors de leurs rangs, qui par le même coup n'aurait pas été mêlé aux problèmes de la politique bonifacienne. Ainsi, le 5 juin 1305, ils désignèrent l’archevêque de Bordeaux, dont le nom fut choisi par Napoléon Orsini, parmi trois prélats choisis hors du Sacré Collège.

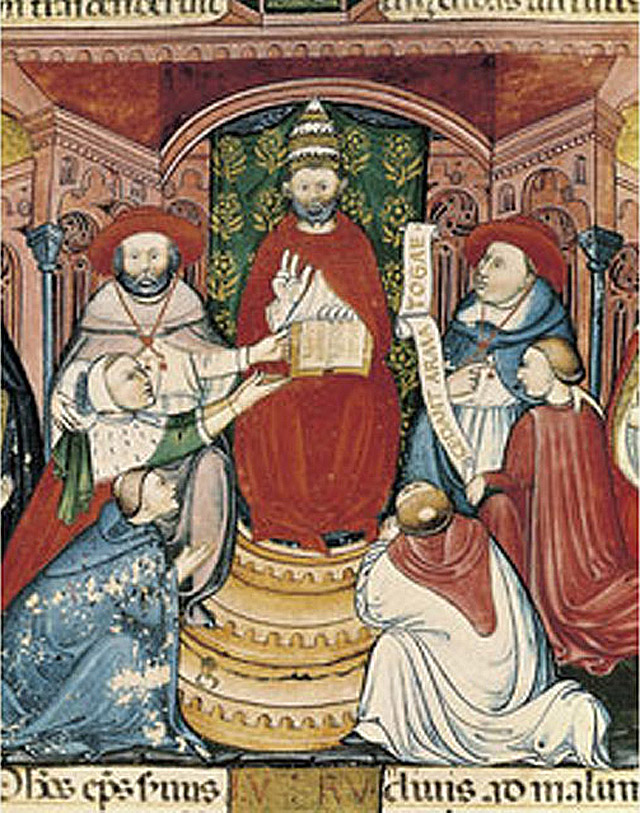
Miniature représentant Clément à la bibliothèque Palatine de Rome.

Différents récits se contredisent sur le déroulement de l'élection. Selon le récit du chroniqueur Jean Villani, le parti italien du Sacré Collège, bonifacien, devait nommer trois évêques de France, et le parti français choisir celui des trois qu'il préférerait. Mis au courant de la liste, Philippe le Bel alla trouver Bertrand de Got pour s'accorder avec lui, en échange de son élection au trône pontifical. Selon Villani, ceux-ci se seraient rencontrés en forêt près de Saint-Jean-d'Angély et le roi de France aurait fait promettre au cardinal de réaliser six actions dès lors qu'il débuterait son pontificat : révoquer les actions de Boniface VIII à son encontre, redonner aux Colonna leur honneur et dignité, ou encore accorder à la France les décimes du Clergé pour une durée de cinq ans. Cependant, cette rencontre n'a pu être vérifiée et serait contredite par plusieurs chroniques prouvant que les deux hommes ne se trouvaient pas à Saint-Jean-d'Angély à cette date. D'après Ferretto de Vicente, les habitants de Pérouse, las de voir les cardinaux préférer leurs maisons personnelles au palais pontifical et à son conclave, les poussèrent à se réunir à nouveau au palais, les y enfermèrent, et les privèrent du toit et des vivres tant qu'ils ne se seraient pas accordés. Un troisième récit fait intervenir Robert d’Anjou à la tête de « trois cents cavaliers aragonais armés et d’une multitude d’Almogavres qui ne l’étaient pas moins »[réf. nécessaire]. Impressionnés par tant de lances, les cardinaux français et italiens qui étaient représentés à égalité dans le conclave s’empressèrent de se mettre d’accord sur une seule chose : choisir un pontife hors de leurs rangs. Selon Jean Favier, enfin, la nomination de Bertrand de Got est à la fois désirée par le roi de France, et considérée comme acceptable par Francesco Caetani, neveu de Boniface VIII et chef de file de son parti depuis la sortie du conclave de Matteo Rosso, malade, qui s'opposait par contre à un candidat extérieur au Sacré Collège. Napoléon Orsini, allié des Colonna, convainc Caetani de favoriser de Got, et de rallier son parti à cette candidature.
Le nouveau pape choisit de régner sous le nom de Clément, le cinquième, le 24 juillet 1305.

## Cardinaux-électeurs
- Niccolò Alberti di Prato
- Giovanni Minio da Morrovalle
- Giovanni Boccamazza
- Teodorico Ranieri
- Leonardo Patrasso
- Pedro Rodríguez
- Luca Fieschi
- Napoleone Orsini Frangipani
- Landolfo Brancaccio
- Guglielmo Longhi
- Francesco Napoleone Orsini
- Francesco Caetani
- Walter Winterburn
- Robert de Pontigny
- Gentile Partino de Montefiore

## Sources
- (en) Cet article est partiellement ou en totalité issu de l’article de Wikipédia en anglais intitulé « Papal conclave, 1304–05 » (voir la liste des auteurs).
- (en) Sede Vacante de 1304-1305 - Université de Nothridge - État de Californie - John Paul Adams - 8 avril 2015
- (en) Liste de documents relatifs au conclave de 1304-1305 à Pérouse